# Ondřej Závodský
Ondřej Závodský (* 20. listopadu 1979 Praha) je český právník, bývalý státní úředník a whistleblower. V letech 2014 až 2017 pracoval jako náměstek ministra financí ČR pro oblast majetku státu a regulaci hazardních her.

## Život a studium
Závodský je ženatý, otec čtyř dětí. Má vrozenou oční vadu a dnes je nevidomý. Veškerou práci zvládá díky pomoci vodicího psa a moderní technologie.
Po maturitě na obchodní akademii v roce 1998 vystudoval Právnickou fakultu Univerzity Karlovy v Praze (promoval v roce 2003). O rok později složil na téže fakultě rigorózní zkoušku a obdržel titul JUDr. V roce 2011 obhájil disertační práci o významu zásady veřejnosti v trestním procesu a získal titul Ph.D.

## Pracovní a politická kariéra
Při studiu byl od března 2000 externím spolupracovníkem Zemských novin a Českého slova. V září 2000 se stal zaměstnancem společnosti NTISK, a. s., která vlastnila Zemské noviny a od prosince 2000 pak zaměstnancem společnosti Vltava-Labe-Press, a. s., která začala vlastnit Zemské noviny a vlastní i České slovo. Od června 2001 spolupracoval se středočeskými Deníky Bohemia a od června 2002 byl externím spolupracovníkem Večerníku Praha.
Po ukončení vysokoškolského studia nastoupil od listopadu 2003 do organizace Zařízení služeb pro ministerstvo vnitra, kde nejdříve působil jako referent právního úseku. Od roku 2005 byl ředitelem tohoto úseku. Ve své funkci opakovaně upozorňoval na podezřelé smlouvy, a proto byl v září 2010 sesazen na pozici řadového referenta. Důkazy předal ministru vnitra Radku Johnovi, ale odpovědi se nedočkal. Neuspěl ani na Policii ČR, navíc jemu a jeho rodině začaly chodit výhrůžky. Po medializaci případu mu bylo zpět nabídnuto od února 2011 místo vedoucího právního oddělení, které přijal. V roce 2011 mu pak Nadační fond proti korupci udělil Cenu za odvahu a šek v hodnotě 100 000 Kč. Poskytl mu také právní a mediální podporu a celou kauzu dále sleduje.
V roce 2012 se rozhodl spolupracovat s KDU-ČSL, pro niž připravil volební program v oblasti spravedlnosti a boje proti korupci. Ve volbách do Poslanecké sněmovny PČR v roce 2013 také kandidoval jako nestraník za KDU-ČSL, a to na 4. místě kandidátky v hlavním městě Praze. Díky preferenčním hlasům se posunul na třetí místo, avšak ve volbách neuspěl.
Dne 17. února 2014 jej tehdejší ministr financí Andrej Babiš jmenoval náměstkem pro oblast majetku státu. Do jeho agendy také spadal dohled nad loteriemi. V té době se stal hlavním autorem Zákona o hazardních hrách, na základě něhož došlo k významné redukci počtu provozoven s hazardními hrami v ČR a došlo k zavedení celé řady nástrojů proti vzniku závislosti. V oblasti majetku státu prosadil stěžejní novelu Zákona o majetku státu, v důsledku níž došlo ke ztransparentnění hospodaření majetku státu. V další agendě, staré ekologické zátěže vzniklé před privatizací, zavedl zcela nový a transparentní systém soutěžení těchto sanačních zakázek. Důsledkem této koncepce by měly být úspory v řádu desítek miliard korun. V roce 2014 byl rovněž pověřen řízením Úřadu pro zastupování státu ve věcech majetkových. Na ministerstvu financí zůstal i v době, kdy v jeho čele stál Ivan Pilný. Nová ministryně financí Alena Schillerová jej v prosinci 2017 krátce po svém nástupu do funkce odvolala. Závodský se proti tomuto kroku bránil prostřednictvím podání správních žalob. Média poukázala na skutečnost, že jeho podřízení pracovali na stanovisku, zda bylo v pořádku, že Schillerová užívala služební byt finanční správy a platila za něj v centru Prahy pět tisíc korun měsíčně s poplatky. Rovněž podle médií přispělo k jeho odchodu nařízení kontroly na společnosti z koncernu Agrofert v souvislosti s nedovoleným užíváním pozemků tzv. nedostatečně určitě identifikovaných vlastníků. Ministerstvo financí s Alenou Schillerovou v čele dokonce odmítlo Závodskému vyplatit dlužné prostředky, proto se právník odhodlal k podání návrhu na exekuci státního majetku. Teprve zásah exekutora k vymožení dlužné částky pomohl.
V lednu 2019 nastoupil jako právník k Nadačnímu fondu proti korupci. Vzhledem k těmto aktivitám a ke kauze kolem smluv na Zařízení služeb pro ministerstvo vnitra bývá označován za českého whistleblowera (tj. oznamovatel nezákonných praktik na pracovišti).
Ve volbách do Senátu PČR v roce 2020 kandidoval jako nezávislý s podporou TOP 09 a KDU-ČSL v obvodu č. 30 – Kladno. Se ziskem 10,52 % hlasů skončil na 5. místě a do druhého kola nepostoupil.

## Publikační činnost
Kromě pracovního působení v médiích do roku 2003 je Závodský autorem desítek odborných i populární statí v oblasti transparentnosti nakládání se státním majetkem, či protikorupčního boje. Své články publikoval v řadě odborných periodik např. Trestněprávní revue, Soukromé právo, Odpadové fórum, Hospodářské noviny, či Neovlivní.cz. V roce 2019 vydal knihu Čas oligarchů, jejich sluhů a nepřátel.
Kniha na podzim 2019 vyšla rovněž v audio formátu. Na tuto publikaci v červnu 2020 navázal knihou Výstup na vrchol korupce: Od obálek k národní prostituci. Publikována byla rovněž Závodského disertační práce. S Mgr. Martinem Svobodou také vytvořili komentář k Zákonu o majetku státu.